# Smeltevandsdal
Smeltvandsdale blev dannet i istiden; I perioder med varmere klima afgav den smeltende is store mængder smeltevand, som samlede sig i strømme, både under isen og foran isranden, og dannede efterhånden smeltevandsdale.
Der findes forskellige smeltevandsdale. Gudenådalen er et eksempel på en smeltevandsdal, hvor farten på smeltevandet var så lille, at det kunne bringe de fineste partikler med sig. Sten og grus blev aflejret.
Grejsdalen er også en smeltevandsdal. Her var vandets kraft så stor, at det gravede sig ned i dalbund og dalsider og fjernede materialerne. Det kaldes erosion.